# Mark Davis (snookerzysta)

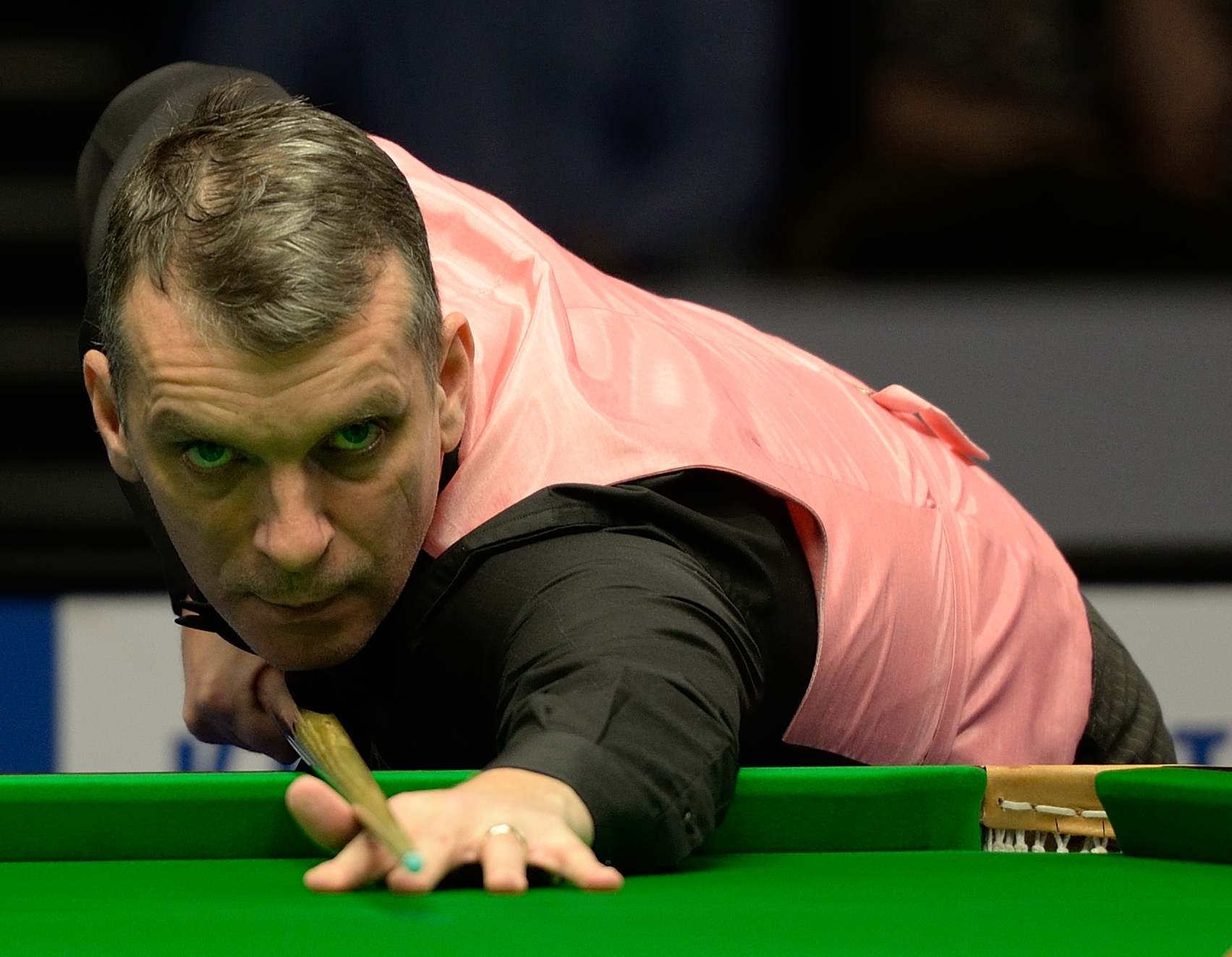
Mark Davis, 2015

Mark Davis, pseud. Dark Mavis (ur. 12 sierpnia 1972 w St Leonards-on-Sea) – angielski snookerzysta zawodowy. Pochodzi z St. Leonards w hrabstwie Sussex w Anglii. Szczytowym momentem jego kariery była wygrana w Benson and Hedges Championship w 2002, która umożliwiła mu zagranie w prestiżowym turnieju The Masters. Plasuje się na 31. miejscu pod względem zdobytych setek w profesjonalnych turniejach, w sierpniu 2025 miał ich łącznie 292.

## Kariera
Mark Davis po raz pierwszy zabłysnął w snookerowym świecie w 1995 roku, kiedy niespodziwanie pokonał Kena Doherty'ego 10:7 w pierwszej rundzie snookerowych mistrzostw świata. Jednakże dwa lata później, w 1997 roku, również w snookerowych mistrzostwach świata Doherty, idąc po tytuł mistrza świata, również w pierwszej rundzie pokonał Marka Davisa 10:8. Wygrał także kwalifikacje do fazy play-off mistrzostw świata w snookerze w 1994, 1995, 2001 i 2008.
Najwyższa pozycja Marka Davisa w turniejach rankingowych to dwa ćwierćfinały – German Open 1996 oraz Scottish Open 2001.
Marka Davisa dotknął spadek formy pod koniec lat 90., kiedy wypadł z Main Touru, jednak powrócił tam po kilku latach, z początkiem nowego millenium z dobrym wynikiem;sklasyfikowany został w pierwszej pięćdziesiątce światowego rankingu.
Sezon 2008/2009 rozpoczął od zakwalifikowania się do turnieju Northern Ireland Trophy. W pierwszej rundzie pokonał nadzieję gospodarzy Joego Swaila 5:4. Druga runda (Last 32) turnieju to historyczne zwycięstwo 5:4 nad Ding Junhuiem. W trzeciej rundzie (Last 16) spotkał się z Allisterem Carterem i przegrał 2:5. W tym sezonie zakwalifikował się jeszcze do Bahrain Championship i UK Championship; w obu turniejach odpadł już w pierwszej rundzie.
Sezon 2009/2010 to dla Marka Davisa przede wszystkim zwycięstwo w snookerowych mistrzostwach świata rozgrywanych na 6 czerwonych bilach. Te nierankingowe zawody odbyły się w dniach 14 grudnia – 18 grudnia 2009 roku. Tytuł ten Mark Davis zdobył zwyciężywszy w finale Marka Williamsa 6:3.
Do końca sezonu 2015/2016, na swoim koncie zapisał 193 breaki stupunktowe. 10 stycznia 2017 w turnieju CLS wbił breaka maksymalnego przeciwko Neillowi Robertsonowi w decydującej o zwycięstwie partii.

## Zwycięstwa
Turnieje nierankingowe
- Benson and Hedges Championship (2002).
- Mistrzostwa Świata w Snookerze na Sześciu Czerwonych (2009, 2012, 2013).